# NGC 5238-2
NGC 5238-2 is een spiraalvormig sterrenstelsel in het sterrenbeeld Jachthonden. Het hemelobject werd op 26 april 1789 ontdekt door de Duits-Britse astronoom William Herschel.

## Synoniemen
- UGC 8565
- KCPG 384B
- MCG 9-22-82
- MK 1479
- ZWG 271.52
- VV 828
- 1ZW 64
- PGC 47853